# Johan Kõpp
Johan Kõpp, född 9 november 1874 (nya stilen) i Heldre nära Tõrva, Guvernementet Livland, död 21 oktober 1970 i Stockholm, var en estnisk luthersk teolog och historiker. Från 1939 var han biskop och andlig ledare för Estniska evangelisk-lutherska kyrkan, en funktion som han behöll, efter flykten till Sverige 1944, inom den exilestniska evangelisk-lutherska kyrkan, fram till 1964.

## Biografi
Kõpp studerade teologi vid Tartu universitet och avlade kandidatexamen därifrån 1906. Fram till 1909 var han gymnasielärare i Pärnu, och verkade därefter från 1909 till 1922 som kyrkoherde i Laiuse. I samband med Estlands självständighet 1918 kom han att bli politiskt aktiv, och var 1919-1920 medlem av Republiken Estlands konstitutionella församling (Asutav Kogu). Han var en av de ledande figurerna inom det kristdemokratiska Kristna folkpartiet under 1920-talet, fram till partiets återförening med Estniska folkpartiet 1931. Han hade också från 1932 till 1937 en post inom det estniska hemvärnet (Kaitseliit). Från 1940 var han som biskop ex officio medlem av parlamentets överhus, Riiginõukogu, men deltog inte i parlamentets arbete.
Kõpp var en av mellankrigstidens ledande teologer och historiker i Estland. Han var från 1916 till 1939 och från 1941 till 1944 professor i teologi vid Tartu universitet, från 1928 till 1937 även Tartu universitets rektor. Han var ordförande för det Estniska litterära sällskapet (Eesti Kirjanduse Selts) från 1914 till 1921 och ledamot av det Lärda estniska sällskapet (Õpetatud Eesti Selts).
År 1939 valdes han till biskop och primas för Estniska evangelisk-lutherska kyrkan, och efterträdde då Hugo Bernhard Rahamägi. I samband med den sovjetiska ockupationen av Estland 1944 flydde Kõpp till Sverige, där han organiserade kyrkans verksamhet bland esterna i exil och 1947 medverkade till att ansluta kyrkan till Lutherska världsförbundet. Därmed kom den ursprungliga organisationen att bli skild från den 1949 återbildade estniska evangelisk-lutherska kyrkan under Sovjetunionen. Fram till 1964 verkade han som ledare för EELK i exil, från 1957 även som titulär ärkebiskop. Under hans ledning etablerades exilkyrkans teologiska institut och dess tidning, Eesti Kirik.
Kõpp var en av grundarna av Estniska Lärdomssällskapet i Sverige 1945 och blev dess första ordförande.
Han drog sig tillbaka vid närmare 90 års ålder 1964. Kõpp avled 1970 i Stockholm och ligger begravd på Skogskyrkogården.

## Utmärkelser
- 1929 teologie hedersdoktor vid Lettlands universitet
- 1932 filosofie hedersdoktor vid Szegeds universitet
- 1934 filosofie hedersdoktor vid Tartu universitet
- 1938 professors namn vid Debrecens universitet.